# Fortuna liga 2018/2019
Fortuna liga 2018/2019 byl 26. ročník nejvyšší slovenské fotbalové soutěže, pojmenovaný podle sponzora – sázkové kanceláře Fortuna. Soutěže se účastnilo 12 týmů, titul obhajuje FC Spartak Trnava, nováčkem je ŠKF Sereď, který postoupil z druhé ligy a nahradil tak 1. FC Tatran Prešov, který v předchozí sezóně sestoupil. Ročník začal prvním kolem hraným 21.–23. července 2018.